# Clepticodes
Clepticodes is een geslacht van vlinders van de familie echte motten (Tineidae).

## Soorten
- C. clasmatica Meyrick, 1934
- C. hexaleuca Meyrick, 1932
- C. horocentra Meyrick, 1927